# Alfta tingslag
Alfta tingslag var ett tingslag i Gävleborgs län.
Tingslaget bildades 1694 och uppgick 1877 till Södra Hälsinglands västra tingslag
Domsaga var från 1771 Södra Hälsinglands domsaga, Hälsinglands domsaga dessförinnan.

## Socknar
Tingslaget omfattade följande tre socknar:
- Alfta socken
- Ovanåkers socken
- Voxna socken